# Babies Rolling Eggs
Babies Rolling Eggs je americký němý film z roku 1902. Režisérem je Edwin S. Porter (1870–1941). Film trvá zhruba jednu minutu a premiéru měl v dubnu 1902.

## Děj
Film zachycuje malé děti, jak během Velikonoc kutálejí vejce ze svahu směrem k fotoaparátu.